# Tócame (Anitta)
Tócame è un singolo della cantante brasiliana Anitta, pubblicato il 10 luglio 2020.
Il singolo ha visto la partecipazione dei cantanti statunitensi Arcángel e De La Ghetto.

## Classifiche
| Classifica (2020) | Posizione massima |
| ----------------- | ----------------- |
| Portogallo        | 94                |